# Jo Vliex
Jo Vliex (* 8. Juli 1942 in Heerlen, Limburg) ist ein niederländischer Komponist, Dirigent, Wertungsrichter, Kritiker, Pädagoge und Verleger.

## Leben
Vliex erhielt bereits mit fünf Jahren von seinem Vater den ersten Klavierunterricht. Nach Konzertflöte und Klarinette wechselte er mit neun Jahren zu seinem Lieblingsinstrument, dem Waldhorn. Als 14-Jähriger musizierte er am Aachener Stadttheater unter der Leitung des damaligen Dirigenten Herbert von Karajan.
Ab 1958 studierte Vliex am Conservatorium Maastricht HaFa-Direktion mit den Nebenfächern Klavier und Waldhorn. Neben dieser Ausbildung studierte er bei Professor Ernst an der Rheinischen Musikschule Köln Kompositionslehre. Seit 1980 arbeitet er in erster Linie als Komponist für Blasmusik, Spielmannsmusik und Chöre. Mittlerweile hat er ein umfangreiches Œuvre bestehend aus Märschen, Konzertwerken, Kompositionen für Solo-Instrumente mit Klavier, Chorwerke, symphonische Musik und Kammermusik erstellt.
Um seine Werke und die seines Sohnes Leon Vliex zu veröffentlichen, gründete er einen eigenen Musikverlag namens Bronsheim Muziekuitgeverij.
Nach seiner Tätigkeit als Musiklehrer und Dirigent mehrerer niederländischer Vereine war er von Oktober 1992 bis April 2017 Dirigent des Instrumentalvereins St. Cäcilia Tüddern 1912 e.V., seit 2008 außerdem Dirigent des Musikvereins Granterath e.V. 1948.
2005 feierte er sein 40-jähriges Jubiläum als Dirigent.
2015 feierte er sein 50-jähriges Jubiläum als Dirigent.

## Kompositionen

### Werke für Harmonie- und Fanfareorchester sowie Brass-Band
| - Anniversary March - A Festive Phantasy - A Simple Melody - A Swinging Classic - At A Castle, für Klavier und Brass-Band - Attonline - BaJoKa - Bokkenrijders Suite - Bronsheim Mars - Bronsheim Suite - Caro Mio Ben (arr.) - Drummers In Concert - El Diestro, Paso-Doble - El Vira - En Marche - Flag Of Liberty - Friends for 90 Years - Free And Happy - Good versus Evil - Happy Band - Heart And Soul | - Hermit's Prayer - Intrada Baroque - IPA-Mars (Marsch der International Police Association) - Jeux d’Enfants (arr.) - J.F.C. March - Keep Fit - Kleine Concert Ouverture - La Prima Keruse - Madiba - Marche Folklorique Brunssum '80 - Mars der KMar - Mars der 1e Divisie KMar - Mars der 2e Divisie KMar - Mars der 3e Divisie KMar - Modest And Cheerfull - Morning Prayer - Musicatharina Mars - Now Is The Month Of Maying - Passionate Feelings - Plain Fantasia - Prayer Of A Nun | - Russisches Zigeunerlied - Seeboden Mars - See The Light - Song Of A Friar - Suite About Folksongs - Talking Eyes - Teudorum - The Cruel Duke - The Centenarian - The Golden Baton - The Golden Harp - The Harmony Of Worlds - The Heaven On Earth - The Hunt - Three Characters - Varietas Delectat - WMC Mars - Woodland Scenery |

### Werke für Sinfonieorchester und Streichorchester
- Symphony ’The Request’ für Streichorchester
- Symphony ’The Attack’ für Sinfonieorchester
- ’A Joke Symphony’ für Streichorchester
- ’Erinnerung’  für Streichorchester
- Symphony ’The Legion’ für Streichorchester
- ’His Decree’ für Streichorchester
- ’Host Country’ für Sinfonieorchester
- ’Hullabaloo’ für Sinfonieorchester
- ’Piece Together’ für Sinfonieorchester
- ’The Meridian’ für Sinfonieorchester
- ’The Nail’ für Sinfonieorchester
- ’The Raiders’ für Sinfonieorchester

### Werke für Chor
- The Morning (Orgel und gemischter Chor)
- Kwakers-Karnaval (Männerchor und Klavier)
- The Muleteer (Männerchor und Klavier)
- The Orphan (Männerchor und Klavier)
- Een Serafijnse Tonge (Männerchor und Blechbläserquartett-Arrangement)
- Eer zij God in onze dagen (Männerchor und Blechbläserquartett)
- Nu zijt wellekome (Männerchor und Blechbläserquartett-Arrangement)

### Kammermusik
- Sonate in gis-Moll für Solo-Altgeige
- Sonate in b-Moll für Solo-Cello
- Sonate in e-Moll für Solo-Oboe
- Sonate in c-Moll für Solo-Fagott
- Sonate in fis-Moll für Solo-Altgeige
- Sonate in g-Moll für Alt-Oboe
- Sonate in cis-Moll für Alt-Oboe
- At A Castle für Bb-Instrument und Klavier
- Vernal Song für C/Bb-instrument und Klavier
- Reflection für Cello und Klavier
- Springtime für Cello und Klavier
- Meditate für Cello und Klavier
- Piestistic für Altgeige und Klavier
- Sonate in as-Moll für Altgeige und Klavier
- Streichquartett Nummer 1
- Streichquartett Nummer 2
- Streichquartett Nummer 3
- Streichquartett Nummer 4
- Der Ratgeber, Sopran und Piano
- Eine reiche Sammlung, Tenor und Piano
- Der Prälat, Tenor und Piano

### Kirchliche Musik
- Mis in G-Dur (Orgel und gemischter Chor)

### Werke für Orgel
- Joyfull
- Keenset
- Milderung
- The Organ Plays
- The Prior

### Verschiedenes
- Les Flutistes (Flötenkorps)
- Modest and Cheerfull (Flötenkorps)
- Fleute-Karnaval (Flötenkorps)
- Intrada voor Kerstmis (Blechbläserquartett)
- Kleine Concert-Ouverture (Drumband)
- The Drummers (Drumband)
- Drummers In Concert (Drumband)
- Little Drum March (Drumband)
- The Few (Drumband)
- En Marche (Drumband)
- On Parade (Drumband)
- H.O.B.-Mars (Drumband)